# حبیب احمدزاده
حبیب احمدزاده (زاده ۲۷ مهر ۱۳۴۳) رمان‌نویس، مستندساز، فیلمنامه‌نویس و محقق معاصر ایرانی است.

## زندگی
حبیب احمدزاده در ۲۷ مهر ۱۳۴۳ در آبادان متولد شد. پدرش که اهل دلوار در شهرستان تنگستان در استان بوشهر است، در آستانه جنگ ایران و عراق به آبادان مهاجرت کرد. احمدزاده فارغ‌التحصیل کارشناسی ارشد ادبیات نمایشی از دانشگاه هنر تهران و دکترای پژوهش هنر در دانشگاه تربیت مدرس است. او از جمله فعالان در عرصه ادبیات و هنر پایداری بوده و تا کنون دو کتاب و چندین فیلمنامه در این زمینه نگاشته‌است.

## فعالیت‌های ادبی
- داستان‌های شهر جنگی، چاپ هفدهم، انتشارات سوره مهر، تهران، سال ۱۳۸۷.
- شطرنج با ماشین قیامت، چاپ پانزدهم، انتشارات سوره مهر، تهران، سال ۱۳۸۷.
- کد۲۴ یا بوف کور چگونه ساخته و پرداخته شد، چاپ سوم، انتشارات سوره مهر، تهران، سال ۱۳۹۶

## فعالیت‌های سینمایی

### فیلمنامه‌نویس
- ۵۰ قدم آخر (۱۳۹۲)
- آنکه دریا می‌رود (آرش معیریان)، ۱۳۸۵[۱]
- اتوبوس شب (کیومرث پوراحمد) به همراه کیومرث پوراحمد، ۱۳۸۵[۲]
- گفتگو با سایه (خسرو سینایی) به همراه خسرو سینایی، ۱۳۸۴[۳]
- روایت سه‌گانه: اپیزود اول (پرویز شیخ‌طادی)، به همراه پرویز شیخ‌طادی، ۱۳۸۲[۳]
- روایت سه‌گانه: اپیزود دوم (عبدالحسن برزیده)، به همراه عبدالحسن برزیده، ۱۳۸۲[۴]
- آژانس شیشه‌ای (ابراهیم حاتمی‌کیا)، مشاور فیلمنامه، ۱۳۷۶[۵]

### کارگردان

مستند "آخرین تیر آرش"

- آخرین تیر آرش (مستند) ۱۳۸۲
- موج زنده (مستند) ۱۳۸۸
- بهترین مجسمه دنیا (مستند) ۱۳۹۰

## جوایز و افتخارات
- سیمرغ بلورین ویژه هیئت داوران بخش مستند جشنواره بین‌المللی فیلم فجر برای مستند بهترین مجسمه دنیا. ۱۳۹۰
- دیپلم افتخار جشنواره بین‌المللی سینما حقیقت برای فیلم مستند بهترین مجسمه دنیا. ۱۳۹۱
- جایزه سوم بخش مستندجشنواره ملی فیلم دفاع مقدس برای فیلم بهترین مجسمه دنیا. ۱۳۹۱
- تندیس جشن خانه سینما برای فیلمنامه سینمایی اتوبوس شب . ۱۳۸۴
- جایزه سوم مسابقه ادبی «Writingforge»، برای داستان کوتاه نامه‌ای به خانوادهٔ سعد، نوامبر ۲۰۱۰.[۶]
- جایزه بهترین فیلمنامه برای فیلمنامه اتوبوس شب، به همراه کیومرث پوراحمد، جشن سینمای ایران، ۱۳۸۶.[۷]
- برنده جایزه رمان برگزیده از جشنواره ادبی اصفهان برای کتاب شظرنج با ماشین قیامت(۱۳۸۵)[۸]
- برنده جایزه شهید غنی‌پور در بخش داستان و رمان دفاع مقدس برای کتاب شظرنج با ماشین قیامت(۱۳۸۴)[۹]
- جایزه بهترین تهیه‌کنندگی فیلم مستند به نوشین خدامی (تهیه‌کننده آخرین تیر آرش)، جشنواره شهید آوینی، ۱۳۸۲.[۱۰]
- جایزه بهترین تهیه‌کنندگی فیلم مستند به نوشین خدامی (تهیه‌کننده آخرین تیر آرش)، جشن سینمای ایران، ۱۳۸۲.[۱۱]
- برنده جایزه برترین کتب بیست سال داستان‌نویسی دفاع مقدس برای کتاب داستان‌های شهر جنگی (۱۳۷۹)[۱۲]
- برنده جایزه بهترین کتاب داستان کوتاه دفاع مقدس برای کتاب داستان‌های شهر جنگی (۱۳۷۸)[۱۳]

## سایر فعالیت‌ها
- در زمان حملهٔ اسرائیل به شهر غزه و محاصرهٔ آن، احمدزاده ترجمهٔ انگلیسی یکی از داستان‌های مجموعهٔ داستان‌های شهر جنگی، به نام پر عقاب را برای «بسیاری از صلح دوستان و نظریه‌پردازان جهان» ارسال کرد. این داستان دربارهٔ محاصرهٔ شهر آبادان در زمان جنگ ایران و عراق است. نوام چامسکی، در ای میلی به احمدزاده «تیزهوشی نویسنده را نیز به علت ارسال به موقع آن در چنین روزهای دردناکی مورد ستایش قرار داده‌است.»[۱۴]
- حبیب احمدزاده به همراه کیومرث پوراحمد، پرویز پرستویی، مرتضی سرهنگی و سعید سیاح طاهری، از بانیان اولیهٔ جشنی به نام کشتی دوستی بودند که ۲ مهر ۱۳۸۹، در سی‌امین سالگرد جنگ ایران و عراق، با کمک هنرمندان سینمای ایران و مردم شهرهای آبادان و خرمشهر، با شرکت کودکان عراقی شهرهای بصره و فاو و کودکان ایرانی بر روی کشتی دوستی در رودخانه مرزی اروندرود (حد فاصل این چهار شهر و بهانه اصلی شروع جنگ توسط صدام) برگزار شد. این مراسم را مجری برنامه‌های کودک تلویزیون ایران عمو پورنگ اجرا کرد و گزارش آن از تلویزیون‌های ایران و عراق پخش شد.[۱۵]

## مقالات و نامه‌ها
- مقاله چه کسی محمد مسعود را کشت: دربارهٔ زندگی و مرگ محمد مسعود، روزنامه‌نگار جنجالی دهه ۴۰ میلادی.
- مقاله راه گرفتن تروریست‌ها این است ونه تسخیر و تخریب بی‌نتیجه دو کشورکه ابراز نظر چامسکی را در پی داشت.[۱۶]
- احمدزاده نامه‌ای به کاپیتان ویل راجرز، فرمانده مسبب سرنگونی هواپیمای مسافربری ایران نوشت. این نامه به همراه پاسخ چند نظامی آمریکایی در چاپ‌های جدیدتر کتاب داستان‌های شهر جنگی آمده‌است.[۱۷]

## ترجمهٔ آثار به زبان‌های دیگر
- Ahmadzadeh, Habib.Chess with the Doomsday Machine. Translated by Paul Sprachman. USA: Mazda Publishers, 2008, ، (بازبینی به تاریخ ۲۳ اسفند ۱۳۸۹).

- Ahmadzadeh, Habib.A City under Siege[پیوند مرده]. Translated by Paul Sprachman. USA: Mazda Publishers, 2010, ، (بازبینی به تاریخ ۲۳ اسفند ۱۳۸۹).

- Ahmadzadeh, Habib.Shah me makinën e Kiametit. Translated by Genc Mllojës. Albania: botimet ideart, 2010.

- داستان کوتاهی از او به نام ننه، به زبان‌های انگلیسی، عربی و فرانسه ترجمه شده‌است.[۱۶]
- داستان ایرانی «نامه‌ای به خانواده سعد» در مجله World Literature Today در آمریکا در شماره (نوامبر/دسامبر ۲۰۱۰) به چاپ رسید.[۱۸]

## اقتباس از آثار
فیلمنامه فیلم‌های سینمایی اتوبوس شب و چتری برای کارگردان (فیلم تلویزیونی) از کتاب داستان‌های شهر جنگی اقتباس شده‌اند.